# 拂菻
拂菻（ふつりん、佛𣇰とも）は、『隋書』『旧唐書』『宋史』『明史』など中国の史書に出てくる西洋の国の名前。東ローマ帝国に比定する説が有力である。
拂菻が東ローマ帝国を指すとすれば、「大秦王安敦」（ローマ皇帝マルクス・アウレリウス・アントニヌスを指すか）の使者が166年に入朝して以来、ローマ帝国およびその後身たる東ローマ帝国は、実に足かけ千年にわたって中国と断続的に交渉をもったことになる。

## 文献の記載
正史に「拂菻」という地名を載せるのは、『隋書』が最初である。波斯の西北4500里にあるとする。
『大唐西域記』巻11「波剌斯国」（ペルシャ）では、西北に「忽懍国」（懍は菻と中古音で同音）があるとする。水谷真成は「フルム」と読んで、イラン語族が東ローマを指す語とする。
『通典』巻193（辺防、西戎五）に引く杜環『経行記』(8世紀)には、拂菻国は大秦ともいうとして、その風俗を詳しく記している。
『旧唐書』巻198によると、貞観17年（643）「拂菻王波多力」（波多力は「Papas Theodoros」の音写か。ただ、当時の皇帝はコンスタンス2世であり、該当する人物が定かではない。）の使者が来訪したのを皮切りに、開元七年（719）まで、しばしば拂菻王の使者が中国を訪れ朝貢した。また拂菻国は大秦のことであり、西海のほとりにあり、東南は波斯に接するとする。
『宋史』巻490によると、北宋の元豊4年（1081）、拂菻国の王「滅力伊霊改撒」（東ローマ帝国皇帝Melissenos Nikephoros Kaisar＝ニケフォロス3世ボタネイアテスの音写か）が、使者として「大首領」の「儞廝都令廝孟判」（Maistre Simon de Montfortの音写か）を遣わして中国に朝貢した。
『明史』巻326によると、元の末期に拂菻の「捏古倫」というものが来朝し、そのまま帰国できなくなった。明の洪武帝はこれを聞くと、洪武4年（1371年）8月、自らが大明を打ち立て、世界平和をもたらそうとしていると伝えて欲しいと詔を下し、朝貢を促す使者とさせた。一度は朝貢して来たが、その後は二度と来なかったという。
『明史』に拂菻の最期は記録されていないが、万暦年間に来朝した大西洋人（マテオ・リッチらイエズス会の宣教師を指す）の言として、天主耶穌の生誕地は德亞（ユダ）であり、これは古の大秦国であると記されている。
『明史』には新たに意大里亞（イタリア）伝も立ったが、「意大里亞」と大秦・拂菻の関係は記載されていない。

## 類似した名称
ナクシェ・ロスタムにあるサーサーン朝のシャープール1世碑文（3世紀）では、ローマのことをパルティア語で「prwm (Frōm)」と記している。
『魏書』に「普嵐」という国の朝貢を記す。普嵐がどこかは不明だが、これを「拂菻」と同一視することもある。
『北史』西域伝には「伏盧尼国」が波斯国の北にあると記す。

## 異説
「拂菻」が何の音写であるかについて、「フランク」、コンスタンティノープルの通称「ポリス」ないし「ポリン」、「ビザンティウム」、その他の諸説がある。
佐伯好郎は大秦景教流行中国碑のシリア文字人名を根拠にエフライム説を唱えた。